# Leschenaultia latifrons
Leschenaultia latifrons är en tvåvingeart som först beskrevs av Walker 1853.  Leschenaultia latifrons ingår i släktet Leschenaultia och familjen parasitflugor. Inga underarter finns listade i Catalogue of Life.